# 8-й окремий батальйон УДА «Аратта»
8-й окремий батальйон «Аратта» — український добровольчий батальйон, що існує з 2014 року. Перебуває у складі Української добровольчої армії.
Початково діяв у складі Добровольчого українського корпусу, з грудня 2015 року перейшов до УДА.

## Історія
Командир — Андрій Гергерт («Червень»), заступник — Артем Луцак («Доктор»), начальник штабу — «Офіцер». Дислокується у районі села Широкине.
Як 8-ма окрема рота «Аратта» створений 17 грудня 2014 року у фронтовій зоні Донецької області з подальшою перспективою розбудови до окремого батальйону. 28 червня 2015 року рота у зв'язку з військово-політичною ситуацією в Україні розгорнута в окремий батальйон. Військова контррозвідка та військово-польова жандармерія надали своїх співробітників для постійного перебування в батальйоні.
28 грудня 2015 року, командир «Червень» вивів 8-й батальйон зі структури ДУК, і 15 лютого 2016 року батальйон був розформований, з виключенням «Червня» з «Правого сектора» Надалі формування діє в УДА.

## Командування
- (2014—2020) Андрій Гергерт (друг «Червень»).[7] 1 серпня 2020 року Андрій Гергерт помер у Відні (Австрія) від раку шлунку.[8]
- (з 2020) Андрій Копичин (друг «Марадона»)[джерело?]